# Маргарита Пармска
Маргарита Пармска (на италиански: Margherita d'Austria, Margherita di Parma; 5 юли 1522 – 18 януари 1586) е херцогиня на Флоренция, херцогиня на Парма и Пиаченца и губернатор на Испанска Нидерландия от 1559 до 1567.

## Живот
Маргарита е родена на 5 юли 1522 в Ауденарде, Източна Фландрия. Тя е извънбрачна дъщеря на Карл V, император на Свещената Римска империя, от Йоана-Мария ван дер Гейст, която е фламандка по произход. Маргарита израства в Брюксел в двора на баба си Маргарета Австрийска (1480 – 1530), губернатор на Нидерландия от 1507 до 1530 г., а по-късно живее в двора на леля си Мария Унгарска, вдовица на унгарския крал, която е губернатор на Нидерландия от 1530 до 1555 г.
През 1527 г. Маргарита е сгодена за племенника на папата, Алесандро де Медичи (1510 – 1537), херцог на Флоренция. На 29 февруари 1536 г. в Неапол двамата са венчани. Алесандро обаче остава при своята метреса Тадея Маласпина. На следващата година Алесандро де Медичи е убит.
На 4 ноември 1538 г. Маргарита се омъжва в Рим повторно за пармския херцог Отавио Фарнезе (1524 – 1586), внук на папа Павел III. По това време Маргарита е на 16 години, а Отавио – на 13 години. Бракът им не е щастлив, но Маргарита ражда две момчета-близнаци, от които едното умира още в детска възраст.
Тъй като Маргарита знае отлично фламандски език и е в течение на всичко, което се случва в Брюксел, през 1559 г. крал Филип II я назначава за управител на Нидерландия. Подобно на своите предшественички, Маргарита притежава властен характер, веща е в държавните дела и най-вече е набожна католичка. При обичайни условия Маргарита би била добра държавничка, но обстановката, в която се наложило да управлява Нидерландия, е сложна. Новата губернаторка се сблъскала с нарастващото недоволство на нидерландците от дейността на инквизицията и от испанския деспотизъм. Маргарита се опитва да следва свой собствен курс в управлението на провинцията, насочен към умиротворяването на страната, но въпреки това напрежението нараства и започва Осемдесетгодишната война. През 1567 г. Филип II изпраща в Нидерландия херцог Алба, което обезсмисля по-нататъшния престой на Маргарита в Брюксел. Тя се отказва от длъжността си и се връща в Италия, където умира на 18 януари 1586 на 63 години. Междувременно тя доживява да види сина си Алесандро Фарнезе на длъжността губернатор на Нидерландия през 1578 г.

## Деца
Маргарита и Отавио Фарнезе имат две деца:
- Алесандро Фарнезе (1545 – 1592), херцог на Парма и Пиаченца, женен за португалската принцеса инфанта Мария ди Гимарайш
- Карло Фарнесе, близнак на горния, умира млад